# リカルド・ペレイラ (1976年生のサッカー選手)
リカルド・アレシャンドレ・マルティンス・ソアレス・ペレイラ（Ricardo Alexandre Martins Soares Pereira, 1976年2月11日 - ）は、ポルトガル・モンティージョ出身の元サッカー選手。現役時代のポジションはゴールキーパー。ポルトガル代表であった。

## 概要
キャリアのほとんどをボアヴィスタFCとスポルティングCPで過ごした。ボアヴィスタFCではクラブ初のリーグ優勝を果たし、スポルティングでは150試合以上に出場してタッサ・デ・ポルトガル優勝を果たした。30代を迎えてから海外に挑戦し、スペインのレアル・ベティスとイングランドのレスター・シティFCでプレーした。
ポルトガル代表では80近い試合に出場し、FIFAワールドカップとUEFA EUROに2度ずつ出場し、UEFA EURO 2004では準優勝した。

## クラブ経歴

### 初期の経歴
セトゥーバルのモンティージョに生まれ、地元のCDモンティージョでプレーした後、1994年にボアヴィスタFCと契約した。数シーズンの間はカメルーン人のGKウィリアム・アンデムとポジションを争い、最終的にポジション争いに打ち勝つと、2000-01シーズンは28試合に出場してクラブ初のリーグ優勝を成し遂げた。チームで最も影響力のある選手となり、2002-03シーズンのUEFAヨーロッパリーグでは準決勝に進出した。2003年夏、スポルティングCPに移籍した。移籍金は700万ユーロであり、さらにスポルティングから他クラブへ移籍する際に発生する移籍金の20%がボアヴィスタFCに支払われる。移籍当初からチームに不可欠な選手となり、2004-05シーズンのUEFAカップでは決勝進出に貢献した。スポルティングのホームであるエスタディオ・ジョゼ・アルヴァラーデで行われた決勝のPFC CSKAモスクワ戦は1-3で敗れ、準優勝に終わった。

### レアル・ベティス
2007年7月9日、スペインのレアル・ベティスから獲得の打診を受け、7月11日に4年契約を結んだ。8月26日のレクレアティーボ・ウェルバ戦 (1-1) でリーグデビューし、2007-08シーズン序盤はレギュラーとして出場したが、その後カスト・エスピノーサにポジションを奪われた。しかし、ラスト3戦のうち2試合に出場し、セグンダ・ディビシオン（2部）降格を回避した。2007-08シーズン途中に就任したフランシスコ・チャパロ監督は2008-09シーズンもリーグ戦ではリカルドをベンチに置き、コパ・デル・レイの試合だけに出場した。シーズン中盤には正GKの座を奪い返したが、結局セグンダ・ディビシオン降格となった。セグンダ・ディビシオンでのプレーとなった2009-10シーズンはマラガCFから加入したイニャキ・ゴイティアの控えに甘んじ、リーグ戦4位で昇格を逃したチームで1試合も出場できなかった。アントニオ・タピア監督に変わった2010年には背番号を与えられず、ビクトル・フェルナンデス監督になってからもそれは続いた。さらに2011年にペペ・メル監督に代わってからは練習さえ制限された。契約は2011年6月までとなっていたが、2011年1月に契約を解除した。

### レスター・シティFC

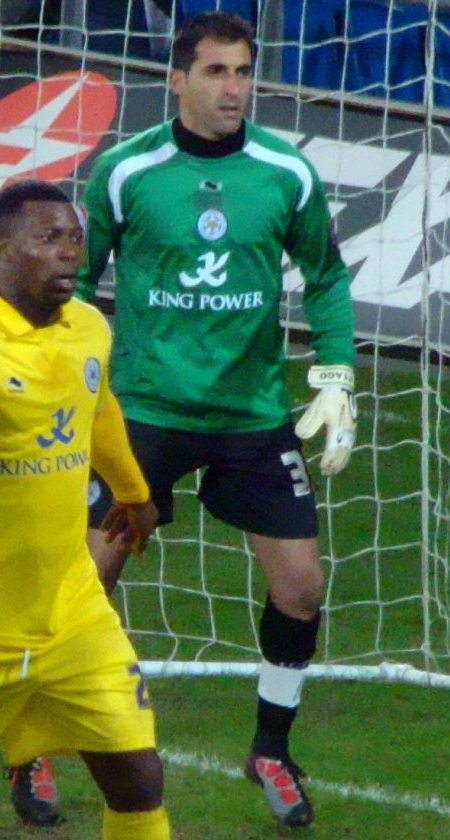
レスター・シティFCでプレーするリカルド（右）とヤクブ

リカルドはFLチャンピオンシップ（2部）のレスター・シティFCの練習に参加し、2011年1月31日にシーズン終了までの契約を結んだ。スヴェン＝ゴラン・エリクソン監督の存在が加入の動機だと語っている。2月12日にプライド・パーク・スタジアムで行われたダービー・カウンティFC戦 (2-0) でデビューし、シーズン終了までに9試合に出場した。2011年5月21日、レスターはリカルドとの契約を延長しない意思を固め、6月30日に契約満了を迎えた。

### ヴィトーリア・セトゥーバル
2011年夏にポルトガルのヴィトーリア・セトゥーバルと契約。

### SCオリャネンセ
2012年8月にSCオリャネンセに加入した。
2014年7月にオリャネンセを退団。12月23日に現役引退が報じられた。

## 代表経歴
2001年6月2日のアイルランド戦で、膝の怪我で離脱中のヴィトール・バイーアに代わってポルトガル代表デビューした。2002 FIFAワールドカップでは控えGKとして代表入りした。

### UEFA EURO 2004
UEFA EURO 2004本大会グループリーグでは、初戦のギリシャ戦 (1-2) に敗れたが、2戦目のロシア戦 (2-0) と3戦目のスペイン戦 (1-0) は完封勝利を収めた。準々決勝ではイングランドにPK戦の末に勝利し、準決勝ではオランダに2-1で勝利したが、決勝のギリシャ戦ではコーナーキックの処理を誤ってアンゲロス・ハリステアスにヘディングシュートで決勝点を許し、自国開催のUEFA EUROは準優勝に終わった。

### 2006 FIFAワールドカップ
2006 FIFAワールドカップのグループリーグではアンゴラ戦 (1-0) とイラン戦 (2-0) で完封し、メキシコ戦 (2-1) でフランシスコ・フォンセカに決められた1点のみに抑えた。ポルトガル代表は3戦全勝で決勝トーナメントに進出し、決勝トーナメント1回戦ではオランダに1-0、準々決勝ではイングランドに0-0 (PK 3-1) で勝利した。3位決定戦のドイツ戦ではすべてバスティアン・シュヴァインシュタイガーのシュート（1点はプティのオウンゴールとなった）で3失点を喫したが、イタリア代表のGKジャンルイジ・ブッフォン、ドイツ代表のGKイェンス・レーマンとともに大会のオールスターチームに選ばれた。

### UEFA EURO 2008
批判もあったが、UEFA EURO 2008では正GKを務めた。ポルトガル代表はグループリーグで苦戦したがなんとか準々決勝に進出した。準々決勝ではドイツと対戦したが、ペナルティボックス内で2度の飛び出しの判断ミスを犯して2度ともヘディングシュートを許し、2-3で敗れてベスト8に終わった。EURO2008終了後にはカルロス・ケイロス監督が就任したが、ベティスでポジションを失っていたことから2010 FIFAワールドカップ・ヨーロッパ予選には招集されず、キムにポジションを奪われた。その後代表からは引退したと見られている。

## プレースタイル
リカルドはPKストッパーとして有名である。UEFA EURO 2004準々決勝のイングランド戦では、両チームが5人ずつ決めて5-5で迎えたダリウス・ヴァッセルのシュートを素手で止めると、その直後には自らがキッカーとなってキックを決め、チームを準決勝進出に導いた。さらに2006 FIFAワールドカップでは、準々決勝で再びイングランドと対戦してPK戦にもつれ込んだが、ここでもリカルドはフランク・ランパード、スティーブン・ジェラード、ジェイミー・キャラガーの3人のPKをセーブし、ポルトガル代表を40年ぶりの準決勝進出に導いた。キャラガーは一度はPKを成功させたが、主審が笛を鳴らす前に蹴ったとしてやり直しを命じられ、2度目はリカルドに止められたのだった。4本中3本のPKを止めたのは、FIFAワールドカップ史上初の出来事であった。

## 所属クラブ
- CDモンティージョ（英語版）1997-2001
- ボアヴィスタFC 2001-2003
- スポルティング・クルーベ・デ・ポルトゥガル 2003-2007
- レアル・ベティス 2007-2011
- レスター・シティFC 2011
- ヴィトーリアFC 2011-2012
- SCオリャネンセ2012-2014

## 個人成績
| クラブ成績 | クラブ成績       | クラブ成績       | リーグ | リーグ                            | カップ       | カップ       | リーグ杯 | リーグ杯 | 国際大会   | 国際大会   | 通算 | 通算 |
| シーズン   | クラブ           | リーグ           | 出場   | 得点                              | 出場         | 得点         | 出場     | 得点     | 出場       | 得点       | 出場 | 得点 |
| ポルトガル | ポルトガル       | ポルトガル       | リーグ | リーグ                            | ポルトガル杯 | ポルトガル杯 | リーグ杯 | リーグ杯 | ヨーロッパ | ヨーロッパ | 通算 | 通算 |
| ---------- | ---------------- | ---------------- | ------ | --------------------------------- | ------------ | ------------ | -------- | -------- | ---------- | ---------- | ---- | ---- |
| 1995-96    | ボアヴィスタ     | スーペル・リーガ | 0      | 0                                 |              |              |          |          |            |            |      |      |
| 1996-97    | ボアヴィスタ     | スーペル・リーガ | 16     | 0                                 |              |              |          |          |            |            |      |      |
| 1997-98    | ボアヴィスタ     | スーペル・リーガ | 34     | 0                                 |              |              |          |          |            |            |      |      |
| 1998-99    | ボアヴィスタ     | スーペル・リーガ | 5      | 0                                 |              |              |          |          |            |            |      |      |
| 1999-00    | ボアヴィスタ     | スーペル・リーガ | 9      | 0                                 |              |              |          |          |            |            |      |      |
| 2000-01    | ボアヴィスタ     | スーペル・リーガ | 28     | 0                                 |              |              |          |          |            |            |      |      |
| 2001-02    | ボアヴィスタ     | スーペル・リーガ | 29     | 0                                 |              |              |          |          |            |            |      |      |
| 2002-03    | ボアヴィスタ     | スーペル・リーガ | 33     | 1                                 |              |              |          |          |            |            |      |      |
| 2003-04    | スポルティングCP | スーペル・リーガ | 34     | 0                                 |              |              |          |          |            |            |      |      |
| 2004-05    | スポルティングCP | スーペル・リーガ | 33     | 0                                 |              |              |          |          |            |            |      |      |
| 2005-06    | スポルティングCP | スーペル・リーガ | 30     | 0                                 |              |              |          |          |            |            |      |      |
| 2006-07    | スポルティングCP | スーペル・リーガ | 28     | 0                                 |              |              |          |          |            |            |      |      |
| スペイン   | スペイン         | スペイン         | リーグ | リーグ                            | 国王杯       | 国王杯       | リーグ杯 | リーグ杯 | ヨーロッパ | ヨーロッパ | 通算 | 通算 |
| 2007-08    | ベティス         | ラ・リーガ       | 28     | 0                                 |              |              |          |          |            |            |      |      |
| 2008-09    | ベティス         | ラ・リーガ       | 20     | 0                                 |              |              |          |          |            |            |      |      |
| 通算       | ポルトガル       | ポルトガル       | 279    | 1\|\|\|\|\|\|\|\|\|\|\|\|\|\|\|\| |              |              |          |          |            |            |      |      |
| 通算       | スペイン         | スペイン         | 48     | 0\|\|\|\|\|\|\|\|\|\|\|\|\|\|\|\| |              |              |          |          |            |            |      |      |
| 総通算     | 総通算           | 総通算           | 327    | 1\|\|\|\|\|\|\|\|\|\|\|\|\|\|\|\| |              |              |          |          |            |            |      |      |

## 代表歴

### 出場大会
- ポルトガル代表
  - 2002 FIFAワールドカップ
  - 2006 FIFAワールドカップ

### 試合数
- 国際Aマッチ 79試合 0得点（2001年-2008年）[16]

| ポルトガル代表 | 国際Aマッチ | 国際Aマッチ |
| 年             | 出場        | 得点        |
| -------------- | ----------- | ----------- |
| 2001           | 7           | 0           |
| 2002           | 5           | 0           |
| 2003           | 11          | 0           |
| 2004           | 15          | 0           |
| 2005           | 8           | 0           |
| 2006           | 15          | 0           |
| 2007           | 11          | 0           |
| 2008           | 7           | 0           |
| 通算           | 79          | 0           |

## タイトル

### クラブ
ボアヴィスタFC
- スーペル・リーガ : 2000-01
- タッサ・デ・ポルトガル : 1996-97
- スーペルタッサ・カンディド・デ・オリベイラ : 1997

スポルティング・クルーベ・デ・ポルトゥガル
- タッサ・デ・ポルトガル : 2006-07

### 勲章
- Medal of Merit, Order of the Immaculate Conception of Vila Viçosa (House of Braganza)[17]